# Clearmont
Clearmont város az USA Wyoming államában, Sheridan megyében. Lakosainak száma 116 fő (2020. április 1.).

## Népesség
A település népességének változása:

| 2010 | 142 |
| 2020 | 116 |